# Bogdan Barbu
Bogdan Barbu (n. 27 mai 1980, Brașov), este un sportiv la CS Dinamo Brașov și pilot  de raliuri din România.
Bogdan fiind și cunoscut sub numele de Bobo, participă de la debutul lui din anul 2005, la raliul de macadam: Raliul Țara Bârsei.

## Biografie

### Cariera lui Barbu la automobilism
2008 - CNR (Campionatul Național de Raliuri)
- Campion Național Debutanți - Renault Clio RS
- Locul 2 la clasa A7
- Locul 8 la grupa A

2007 - CVCR (Campionatul de Viteză în Coastă al României)
- Participă la 2 etape
- Locul 18 la grupa A

2006 - CVCR (Campionatul de  Viteză în Coastă al României)
- Campion Național Debutanți
- Locul 3 la general H3
- Locul 9 la H general

Preluat de pe: